# تریسو
تریسو (به ایتالیایی: Treiso) یک کومونه در ایتالیا است که در استان کونیو واقع شده‌است.

## خصوصیات
تریسو ۹٫۵ کیلومترمربع مساحت و ۷۶۴ نفر جمعیت دارد و ۴۱۰ متر بالاتر از سطح دریا واقع شده‌است.